# ウイッカ

ウイッカで宗教的シンボルとして用いられることが多いペンタグラム

ウイッカ（英: Wicca）は、ネオペイガニズムの一派であり、欧州古代の多神教的信仰、特に女神崇拝を復活させたとする新宗教である。ネオペイガニズムの一種である魔女術（ウイッチクラフト）のなかでも多数派を占めるとされ、少人数で集団儀式を行うことを特徴とする。主に英語圏でみられるが、日本にも存在する。ウイッカを信仰・実践する人をウイッカン（英: Wiccan）という。
ウイッカという言葉はもともと、ジェラルド・ガードナーの創始した現代ウイッチクラフト運動において、1960年頃から魔女の宗教の呼称として使われるようになったもので、厳密にはガードナー派ウイッカとアレクサンダー派ウイッカを指していた。参与観察によるウイッチクラフトの調査を行った人類学者スーザン・グリーンウッドは、ウイッカをウイッチクラフトの特定の流派というよりも現代ウイッチクラフトの別称として用いている。日本では、魔女（ウイッチ）の宗教としてのウイッチクラフトとウイッカの別称として「魔女宗」という言葉も使われている。

## 歴史
ウイッカはジェラルド・ガードナーが1954年に発表した 『今日の魔女術』（Witchcraft Today）から広まった。その書物の中でガードナーは自分がイニシエーション（加入礼、秘儀参入）を受けたウイッチクラフトは欧州のキリスト教以前の多神教が現代に生き延びたものだと主張したのである。同書中でガードナーは 古英語: Wicca に似た綴りの Wica という言葉を用いた。ただしガードナーはこれを自分のウイッチクラフト伝統の信奉者を表す男性名詞として使ったのであり、魔女の宗教のことはウイッチクラフトと呼んでいた。宗教の呼称としての Wicca は1960年頃より使われるようになったものであり、本来は、現在では「ガードナー派ウイッカ」と呼ばれているガードナーの系列のウイッチクラフト、およびこれとよく似た流派であるアレクサンダー派のウイッチクラフトを指す言葉であった。以降、魔女の宗教としてのウイッチクラフトはさまざまな形で発展し、派生的なさまざまな流派をも含めた包括的な呼称としてウイッカという言葉が一般化したが、直接ガードナーの系譜を引くウイッチクラフト流派のみをウイッカと呼ぶ向きもある。伝統的なウイッカでは参入のためにイニシエーションが必要だが、「ソロのウイッカン」（Solitary Wiccan）としての立場を主張し、既存のウイッカンからのイニシエーションを必要としないとする立場の者も増えている。それらの「新興ウイッカ」と伝統的なウイッカは、形は似ているが、精神的な部分や思想の理解に違いが出ることが多い。

### ウイッカのおこり
ウイッカの歴史に関しては論議が喧しい。ガードナーの主張では、ウイッカは欧州先史時代の多神教の生き残りである。ガードナーはドロシー・クラッターバックという老婦人の導きで魔女の宗教に参入した。一部の人々はウイッカはガードナーが再構築した宗教だと考えている。現代のウイッチクラフト復興運動の先駆けとなったのは、先史時代から続く魔女宗教 (Witch-cult) が存在していたと唱えた英国のエジプト学者マーガレット・マリーの学説と、米国のフォークロア研究家チャールズ・ゴッドフリー・リーランドの『アラディア、あるいは魔女の福音』（Aradia, or the Gospel of the Witches）である。ガードナーはその独自のウイッチクラフトの構築に際して、マーガレット・マリーの著作から多大な影響を受けた。また、それと同時にガードナーは魔術実践に関心を持ち、フリーメイソンリーや薔薇十字系の団体に関係していた人物でもあり、そのウイッチクラフト体系には高等魔術に由来する要素の多いことが指摘されている。
ガードナーは1939年にニューフォレストにあるクラッターバック運営のカヴンでイニシエーションを受け、英国で1951年に廃止された魔女禁止令が解けるまでの数年をそこで過ごしたと主張している（事実かどうかは明らかでない）。教え（術）が消えてしまうのを恐れて（とガードナーは主張している）、Witchcraft Today（1954年）に着手した。次いで、The Meaning of Witchcraft（1960年）（『ウイッチクラフトの意味』）を著わし、これらの書物がウイッカの表向きな知識を広めるきっかけとなった（本来のウイッカは本では紹介することができない）。
ウイッカの儀式のスタイルがヴィクトリア朝後期のオカルティズムを受け継ぐことには疑いがない（ガードナー派ウイッカに大きな影響を与えたドリーン・ヴァリアンテもアレイスター・クロウリーらの影響が見られることを認めている）。しかし、その精神的・宗教的な内容は古の多神教の信仰を受け継ぐものである。当時の多神教にたいする理解（昔はこうであったに違いないという考え）に基づき、それを復興しようとした点に古代の多神教との歴史的繋がりがある。

### 多神教に関する当時の研究
ガードナーの時代には、原始的な母系信仰は学者（例えば心理学者エーリッヒ・ノイマン、マーガレット・マリー）のあいだでも、アマチュア（ロバート・グレイヴスなど）のあいだでもよく知られていた。それは結局の所ヨーハン・ヤーコプ・バハオーフェンの研究に由来するものであった。アカデミックな研究はそれ以降も続いた。例えば心理学者カール・グスタフ・ユング、考古学者マリヤ・ギンブタスである。さらに後には神話学者ジョーゼフ・キャンベル、アシュリー・モンタギューらが古代欧州における母権制についてのギンブタスの説を支持するようになった。考古学的な記録を母権制的に解釈することとそれに対する批判は学術的な議題であり続けている。2003年母権制研究世界学会にみられるように、この領域での研究は継続しているが、批判的な立場にある人々は母権制社会が存在したことは一度もなく、ただマーガレット・マリーらが発明したものに過ぎないという。
イギリスのヴィクトリア朝とエドワード朝の文学においては、偉大なる母なる神という発想は一般的であった。有角神、ことにパンまたはファウヌスに関係した神々は、母なる神ほどには一般的でなかったが、それでもなお重要であった。母なる神と有角神という二つの考えは当時、アカデミックな文献でも一般の印刷物でも広く受け入れられていた。ガードナーはこれらのコンセプトを用いてウイッカの基盤となる教義を形成し、発展させたのであると考えることもできるが、ガードナーの弟子であったヴァリアンテや、多くのガードナー派魔女たち（彼らの中にはアカデミックな立場で活動する者もいる）は、ガードナー派の実践の中には既存の出版物などには見られない独自の要素が含まれていると主張する。つまりガードナーは少なくとも部分的にはクラッターバックから何かの伝統を受け継いだと考える。どちらにせよ、ルーツを完全に解き明かすのは難しい。そしてルーツに関係なく、ウイッカは多くの人々にアピールし続けている。

## ウイッカと魔女

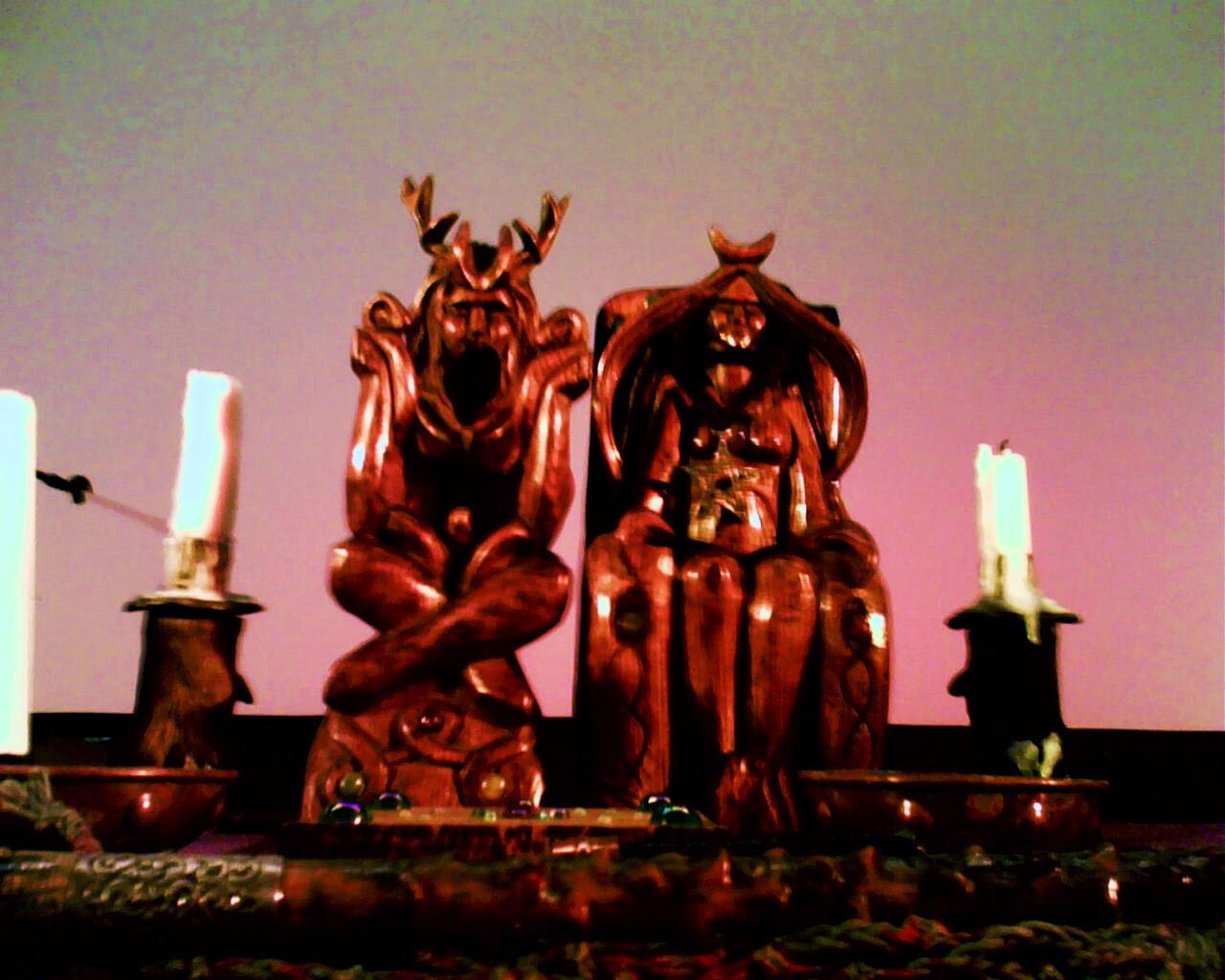
“ウイッカの母”ドリーン・ヴァリアンテが所有していた有角神と地母神の祭壇

古英語: wiccaは「魔術師」の意味であった。現代英語: witch（ウイッチ）はこの言葉をひいている。また、古英語: wic には「曲がる」「ウィット」「賢さ」という意味がある。
ウイッチクラフト（英: Witchcraft、魔女術と和訳される）は、宗教としてのものもあれば、宗教と関係のない単なる魔術的な技術の意味で使われることもある。前者の場合はウイッカと同類であるが、後者の場合、ウイッカとは多少異なる。前者は宗教、後者は宗教と関係のない呪術的技術の意味である。事実、宗教に関係なく実践できる。ウイッカは、魔女技術という意味でのウイッチクラフトを含む宗教である。
同様にウイッカはペイガニズムの一形態であり、多くのウイッカンは自分はペイガンであると考えているが、ペイガニズムはウイッカやウイッチクラフトと無関係な諸伝統も含むものである。
ウイッカンは女神を主神として崇拝する。また、ほとんどの場合、女神の子どもであり配偶者になる男神も崇拝の対象となる。ウイッカンは年に8回開かれる季節の祝祭であるサバトと、エスバト（Esbat、通常は満月の集会）によって神々を讃える。ガードナー派のウイッカでは、豊饒儀礼としてハイプリースト（司祭長）とハイプリーステス（女司祭長）による性的交わりが行われる（cf. ヒエロス・ガモス）。ウイッカンには倫理規定がある。ウイッチクラフトはネガティブな印象を持たされてしまった語であるが、スペル（まじない）やハーブ（薬草）の使用といった実践的な技術なのであって、目的の善悪とは直接関係するものではない。ウイッカンはウイッチクラフトの利用を建設的で善なるものと心得ており、いわゆる黒魔術（ウイッカンはこの用語を認めないが）はウイッカンの信条と倫理に悖ると見ている。

## 信条と実践

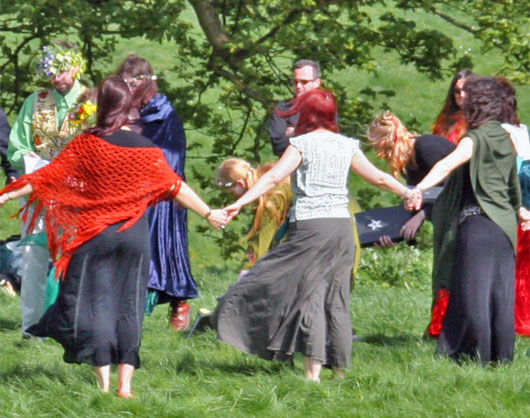
英国のエイブベリーで2005年のベルテインに行われたハンドファスティング（handfasting、ペイガンの結婚式）

一年の車輪

ウイッカ信仰はさまざまで、信条を一般化するのは難しい。多くの場合、二柱の神（女神と男神 - 時には有角神）を崇拝する。フェミニスト流派であるダイアナ派（Dianic Wicca、ディアーナ派のウイッカ）では女神を主に信仰する。この場合男神の役割は皆無かあっても少ない。二柱の神を主神に崇拝するとはいえ、実際は世界中の多くの神々の存在を認め、それらを崇拝することも多い。特に、イギリスのペイガニズムのルーツであるケルト神話、ゲルマン神話に言及されることが多い。
（訳注: ケルトでは、春分、夏至、秋分、冬至の quarter day（=四季の分け目になる）の中間に クロスクォータデイ cross-quarter day（=季節の盛りになる）をおき、春分と夏至の中間を Beltane、それ以降同様に Lammas、Samhain、Imbolc と呼ぶ）
典型的なウイッカンは、満月（場合によっては新月）をエスバトと名付けて、魔法の作業を行う際に重要視する。また、サバトと呼ばれる年8回の祭日を祝う（詳細は一年の車輪参照）。その内重要な方の4つ（大サバト）は、クロスクォータデイにあたり、古代ケルトの火祭に相応したものである。ハロウィーン の原型である10月31日のサーオィン（Samhain）、五月祭の前夜（May Eve）である4月30日のベルティーン（Beltane）、7月31日の収穫祭（Lammas）またはルーナサ（Lughnasadh）、聖燭節（Candlemas）の原型である2月2日のイモーク（Imbolc, Imborg, Oimelc）。残りの4つ（小サバト）は夏至、冬至（ユール Yule）、春分（オスターラ Ostara、Eostar、Eostre）と秋分（メイボン、マボン Mabon）である。
ウイッカンはカヴンと呼ばれる実践グループで儀式を行い、先輩からの指導を受ける。カヴンに属さず単独で行動するウイッカンもいて、ソロのウイッカン（Solitary Wiccan）と呼ばれる。ソロのウイッカンというのは実践グループに入っていないだけで、親睦のための集会や、既存のグループの儀式集会に不定期に参加したりすることもある。
伝統的に13人のカヴンが理想とされるが、実際はもっと少ない。これを超えてカヴンが育った場合は、複数のカヴンに分離 する。

### 日本における現代魔女
日本において、ウイッカは「現代魔女」や「魔女宗」という形で受容されている。嚆矢は1980年代に魔女を名乗った占い師のヘイズ中村である。2020年にはエコロジー思想やアナキズム、フェミニズム、現代美術などに重きを置いたアメリカ西海岸の魔女文化に触れた円香などが活動している。
河西瑛里子は日本において魔女と名乗る人々は、女性や性的マイノリティとしての自認、代替療法であるハーブ、占いや魔術といった「非科学」的な事柄に関心が強く、「オルタナティヴ」な生き方を、それぞれの方法で示してくれる先駆者のように思えるとしている。縄文時代にあったとするタトゥーを現代に再構築させることを目的とした「縄文族」というグループも活動している。円香は「縄文タトゥーは日本のネオペイガニズムだと思う」と語る。

## ウイッカの倫理
ウイッカンの倫理は、通常「魔女の信条」（The Wiccan Rede）と題されている。その結語は「誰も傷つけぬ限り、汝の意志することをなせ（An it harm none, do what ye will）」 (鏡 2015, pp. 61–62, 66) である。
多くのウイッカンは「三重の法則」を信じている。自分の行うことは、善意によるものであれ悪意によるものであれ、巡りめぐって3倍になって戻ってくるという信念である（実際に3倍が計れるわけではない。3はあくまでも比喩である）。